# Гимнастика на Летњим олимпијским играма 1896 — пењање уз конопац за мушкарце
Пењање уз конопац била је једна од осам гимнастичких дисциплина на програму Олимпијским играма 1896. у Атини. То је била последња дисциплина гримнастичког програма. Одржана је 9. априла на стадиону Панатинаико. Конопац дуг 14 метара смештен је у високи оквир. Оцењивала се висина до које се такмичар попео у одређеном временском периоду. Учествовало је пет такмичара из четири земље. Победници су били Грци који се једими направили максималан резултат.

## Земље учеснице
- Данска (1)
- Немачка (1)
- Уједињено Краљевство (1)
- Грчка {2}

## Резултати
| Место | Гимнастичар                        | Висина    |
| ----- | ---------------------------------- | --------- |
|       | Николаос Андријакопулос Грчка      | 14,0 м    |
|       | Томас Ксенакис Грчка               | 14,0 м    |
|       | Фриц Хофман Немачка                | 12,5 м    |
| 4     | Виго Јенсен Данска                 | Непознато |
| 5     | Лонстон Елиот Уједињено Краљевство | Непознат  |